# 広島郵便局
広島郵便局（ひろしまゆうびんきょく）は、日本郵便が2017年4月10日に広島県広島市佐伯区石内東に開局した、一般客向け窓口、ATMを持たないタイプの郵便局（地域区分局）である。

## 概要
住所：広島県広島市佐伯区石内東2-17-1
全国的な地域区分局の再編にあわせ、それまで広島中央郵便局（広島市中区）が行ってきた、広島県西部（郵便番号73x-xxxxのエリア）の地域区分業務を担当するために新設された郵便局である。広島市佐伯区石内地区において広島電鉄が開発した、住宅団地・物流団地が集積するニュータウン「西風新都グリーンフォートそらの」の物流団地エリアに建設された。近隣にはアウトレットモール「THE OUTLETS HIROSHIMA」も建設されているが、一般客向けの窓口などは「ゆうゆう窓口」も含め開設されない。なお、当局に最も近い場所にある通常の窓口を持つ郵便局は「THE OUTLETS HIROSHIMA」にあるジ・アウトレット広島内郵便局（2018年7月30日開局）である。
なお、岡山県と山口県では県内に2箇所あった地域区分局の統合が行われている（徳山郵便局 + 下関郵便局→山口郵便局、岡山中央郵便局 + 倉敷郵便局→岡山郵便局）が、広島県ではもうひとつの地域区分局である福山東郵便局（郵便番号72x-xxxxのエリアを担当）の業務は当局ではなく岡山郵便局に統合されている。

## 取扱業務
- 広島県西部（郵便番号が73で始まる地域）発着の全郵便物・ゆうパック類の差立・仕分けの郵便・ゆうパックの区分業務